# Imperiais do Ritmo
Imperias do Ritmo é uma escola de samba de Recife, PE.
Foi criada em 10 de dezembro de 2001, sendo registrada no CNPJ sob o nº 05.202.180/0001-08.
Campeã do grupo de acesso em 2013, ao marcar 94,1 pontos, a escola desfilou pelo grupo principal do Carnaval do Recife em 2014, sendo a primeira escola da noite de segunda-feira. Na ocasião, homenageou Geninha da Rosa Borges, uma importante personalidade do teatro no Estado de Pernambuco. Apesar de aplaudida, acabou desclassificada.

## Segmentos

### Presidentes
| Período        | Presidente      | Ref. |
| -------------- | --------------- | ---- |
| ?-?            | (antecessor)    |      |
| ? - atualidade | Jefferson (Gel) |      |

### Rainhas de bateria
| Período | Nome         | Ref.  |
| 2014    | Pâmela Moura | [ 5 ] |
| 2015    |              |       |

## Carnavais
| Ano  | Colocação       | Grupo                       | Enredo                                                                                     | Carnavalesco | Ref.        |
| ---- | --------------- | --------------------------- | ------------------------------------------------------------------------------------------ | ------------ | ----------- |
| 2004 |                 | Aspirante                   |                                                                                            |              | [ 1 ]       |
| 2005 |                 | Acesso (segunda divisão)    | O Folclore no Carnaval                                                                     |              | [ 1 ]       |
| 2006 | Vice-campeã     | 2 (terceira divisão)        |                                                                                            |              | [ 6 ]       |
| 2013 | Campeã          | Acesso (segunda divisão)    |                                                                                            |              | [ 3 ]       |
| 2014 | Desclassificada | Especial (primeira divisão) | Um baile de carnaval para uma grande dama do teatro de Pernambuco, Geninha da Rosa Borges. |              | [ 4 ] [ 5 ] |
| 2015 |                 | Acesso (segunda divisão)    |                                                                                            |              |             |